# Büttner
Büttner oder Buettner ist ein deutscher Familienname.

## Herkunft und Bedeutung
Büttner ist ein Berufsname und bezieht sich auf den Beruf des Küfers.

## Namensträger

### A
- Adolf Büttner (Autor) (Adolf Büttner-Teichmann; 1827–1907), deutscher Schulbuchautor
- Adolf Büttner-Tartier (1873–1956), deutscher Komponist und Dirigent
- Albert Büttner (Unternehmer) (1879–1949), deutscher Unternehmensgründer und Erfinder
- Albert Büttner (Geistlicher) (1900–1967), deutscher Priester
- Albrecht Büttner (1863–1933), deutscher Reeder, Versicherungskaufmann und Spediteur
- Alexander Büttner (Journalist) (Alebü, Hans Held; 1897–nach 1966), deutscher Ingenieur und Motorsportjournalist
- Alexander Büttner (Fußballspieler) (* 1989), niederländischer Fußballspieler
- Alfred Büttner (Historiker) (1836–1910), deutschbaltischer Lehrer und Historiker
- Alfred Büttner (Maler) (1886–1963), deutscher Maler und Kunstpädagoge
- Alfred Büttner (Kriegsverbrecher) († 1946)
- Alfred Büttner (* 1966), deutscher Puppenspieler und Theatergründer, siehe Korbtheater Alfred Büttner
- Andrea Büttner (Lebensmittelchemikerin) (* 1971), deutsche Lebensmittelchemikerin
- Andrea Büttner (Künstlerin) (* 1972), deutsche Zeichnerin, Grafikerin und Bildhauerin
- Andreas Büttner (Mediziner) (* 1961), deutscher Rechtsmediziner
- Andreas Büttner (Kunsthistoriker) (* 1967), deutscher Kunsthistoriker und Kurator
- Andreas Büttner (Archäologe) (* 1971), deutscher Archäologe
- Andreas Büttner (Politiker) (* 1973), deutscher Politiker (CDU, FDP, Die Linke)
- Andreas Büttner (Historiker) (* 1981), deutscher Historiker
- Anita Büttner (1924–2008), deutsche Klassische Archäologin
- Anke Buettner (* 1970), deutsche Literaturwissenschaftlerin, Skandinavistin und Kuratorin
- Anton Wilhelm Büttner (1797–1877), königlich hannoverischer Oberst, später königlich preußischer Generalmajor
- Arthur Büttner (1859–1933), deutscher Schriftsteller
- August Büttner (1846–1919), deutscher Maschinenbauingenieur und Unternehmer

### B
- Bastienne Voss-Büttner (* 1968), deutsche Schauspielerin, Sängerin und Autorin, siehe Bastienne Voss
- Bernd Büttner (1943–2020), deutscher Unternehmensgründer, siehe Vitalia Reformhaus
- Bernhard Büttner (* 1963), deutscher Künstler
- Brigitte Buettner (* 1959), Schweizer Kunsthistorikerin

### C
- Carl Buettner (Comicautor) (1903–1965), US-amerikanischer Comicautor
- Carl Dietrich Büttner (Reeder, 1831) (1831–1913), deutscher Reeder
- Carl Dietrich Büttner (Reeder, 1897) (1897–1970), deutscher Reeder
- Carl Gotthilf Büttner (1848–1893), deutscher Pastor, Missionar und Sprachwissenschaftler
- Carl-Habbo Büttner (1929–2020), deutscher Reeder
- Christian Wilhelm Büttner (1716–1801), deutscher Naturforscher und Bibliophiler
- Christoph Büttner (Mediziner und Alchemist) (1526–1586), deutscher Mediziner und Alchemist
- Christoph Büttner (Geistlicher) (1595–1669), deutscher Pfarrer und Superintendent
- Christoph Büttner (Mediziner) (* 1949), deutscher Admiralarzt
- Christoph Andreas Büttner (1708–1774), deutscher Pädagoge
- Christoph Gottlieb Büttner (1708–1776), deutscher Mediziner

### D
- David Sigismund August Büttner (Blumen-Büttner; 1724–1768), deutscher Botaniker, Mediziner und Hochschullehrer
- David Sigmund Büttner (1660–1719), deutscher Geistlicher, Geologe und Archäologe
- Dieter Büttner (* 1949), deutscher Hürdenläufer
- Dietmar Büttner (1939–2021), deutscher Maler und Grafiker
- Dietrich Büttner (1933–2011), deutscher Parasitologe, Tropenmediziner und Hochschullehrer

### E
- Elisabeth Büttner (Malerin) (1853–1934), deutsche Malerin und Pädagogin
- Elisabeth Büttner (1901–1973), deutsche Bühnenbildnerin und Kostümbildnerin, siehe Elli Büttner
- Elisabeth Büttner (Filmwissenschaftlerin) (1961–2016), deutsche Filmwissenschaftlerin
- Elli Büttner (1901–1973), deutsche Bühnenbildnerin und Kostümbildnerin
- Emil Büttner (1888–1958), deutscher Lehrer und Heimatforscher
- Erich Büttner (1889–1936), deutscher Maler
- Ernst Büttner (1881–1955), deutscher Geschichtslehrer und Heimatforscher
- Eugen Walter Büttner (1907–1975), deutscher SS-Oberscharführer
- Eva Büttner (1886–1969), deutsche Publizistin, Musikkritikerin und Politikerin

### F
- Feliks Büttner (* 1940), deutscher Maler und Grafiker
- Ferdinand Büttner (1815–1899), deutscher Unternehmer und Politiker
- Florence Joy Büttner (* 1986), deutsche Sängerin und Schauspielerin, siehe Florence Joy
- Florentina Büttner (* 1988), deutsche Volleyball- und Beachvolleyballspielerin
- Frank Büttner (Kunsthistoriker) (1944–2016), deutscher Kunsthistoriker
- Frank Büttner (Schauspieler) (* 1960), deutscher Schauspieler
- Frank Olaf Büttner (* 1942), deutscher Kunsthistoriker und Hochschullehrer
- Franz Büttner (Mediziner, 1694) (1694–1754), deutscher Mediziner
- Franz Büttner (Mediziner, 1871) (1871–1952), deutscher Chirurg und Klinikmitbegründer
- Franz Büttner Pfänner zu Thal (1859–1919), deutscher Kunsthistoriker und Restaurator
- Fred Büttner (1957–2013), deutscher Musikwissenschaftler und Hochschullehrer
- Friedemann Büttner (1938–2012), deutscher Politikwissenschaftler
- Friedrich Büttner (Lehrer) (Friedrich Hermann Alexander Büttner; 1859–vor 1919), deutscher Lehrer
- Friedrich Büttner (Landrat) (1886–1942), deutscher Verwaltungsjurist und Landrat
- Friedrich August Büttner (1842–1898), deutscher Blindenpädagoge
- Friedrich Carl Büttner (1743–1822), Jurist und sachsen-weimarischer Geheimer Kammerrat in Weimar
- Friedrich Christian August Büttner (1785–1843), deutscher Beamter und Autor
- Fritz Büttner (1908–1983), deutscher Politiker (SPD)
- Fritz Büttner (Freudenstadt) (1903–1991), württembergischer Verwaltungsjurist

### G
- Georg Büttner (1858–1914), deutscher Architekt
- Georg Friedrich Büttner (Georg Ludwig Friedrich Büttner; 1805–1883), deutsch-baltischer Pastor und Volksliedsammler
- Georg Heinrich von Büttner (1703–1758), deutscher Hofrat und Diplomat
- Georg Konrad Büttner (1648–1693), deutscher Kirchenlieddichter
- Gerhard Büttner (Schriftsteller) (1886–nach 1934), deutscher Beamter und Schriftsteller
- Gerhard Büttner (* 1948), deutscher Theologe und Hochschullehrer
- Gisela Büttner (Politikerin) (1927–2015), deutsche Politikerin (CDU)
- Gisela Büttner (Schauspielerin) (1941–2024), deutsche Schauspielerin
- Grete Büttner (Schriftstellerin, 1884) (geb. Margarethe Elisabeth Gabriele Panzer; 1884–1964), österreichische Schriftstellerin
- Grete Büttner (Schriftstellerin, 1893) (1893–1933), deutsche Schriftstellerin

### H
- Hans Büttner (Dichter) (1871–nach 1927), deutschbaltischer Lehrer, Journalist und Dichter
- Hans Büttner (Politiker) (1944–2004), deutscher Journalist und Politiker (SPD)
- Hans-Joachim Büttner (1900–1973), deutscher Schauspieler und Regisseur
- Harald Büttner (* 1953), deutscher Ringer
- Hartmut Büttner (* 1952), deutscher Politiker (CDU)
- Heinrich Büttner (Historiker) (1908–1970), deutscher Historiker und Archivar
- Heinrich Büttner (Bibliothekar) (1912–nach 1989), deutscher Bibliothekar und Heimatforscher
- Heinrich Christoph Büttner (Pseudonym Teutomar; 1766–1816), deutscher Jurist, Topograf und Historiker
- Heinz Büttner (1907–1992), deutscher Maler und Grafiker
- Hellena Büttner (* 1951), deutsche Schauspielerin
- Helmut Büttner (Physiker) (* 1939), deutscher Physiker und Hochschullehrer
- Helmut Büttner (Richter) (1941–2011), deutscher Jurist und Richter
- Henry Büttner (* 1928), deutscher Karikaturist
- Hermann Büttner (1808–1878), deutscher Pädagoge und Journalist
- Horst Büttner (Fußballspieler) (* 1924), deutscher Fußballspieler
- Horst Büttner (* 1927), deutscher Bergmann und Volkskammerabgeordneter

### J
- Jan Büttner (Journalist) (* 1961), deutscher Wirtschaftsjournalist
- Jan Büttner (Sänger) (* 1987), deutscher Musiker
- Jan Henric Buettner (* 1964), deutscher Manager
- Jean-Martin Büttner (* 1959), Schweizer Journalist und Buchautor
- Johann Büttner (Pfarrer) († 1814), deutscher Pfarrer
- Johann Ernst Büttner (Geistlicher, 1648) (1648–1725), deutscher Pfarrer und Pädagoge
- Johann Ernst Büttner (Geistlicher, 1726) (1726–1817), deutscher Pfarrer
- Johann Gottfried Büttner (1809–1876), deutscher Pfarrer und Reiseschriftsteller
- Johann Heinrich Büttner (Theologe) (1589–1669), deutscher Pfarrer und Theologe
- Johann Heinrich Büttner (Bibliothekar) (auch Johann Henrich Büttner; 1666–1745), deutscher Historiker, Bibliothekar und Genealoge
- Johannes III. Büttner († 1540), deutscher Ordensgeistlicher, Abt von Münsterschwarzach
- Johannes Büttner (Geistlicher) (1869–1957), deutscher Pastor
- Johannes Büttner (Mediziner) (1931–2019), deutscher Mediziner, Biochemiker und Wissenschaftshistoriker
- Johannes Samuel Büttner (1831–1905), deutscher Pfarrer
- Johannes Büttner (Filmregisseur), deutscher Filmemacher
- John Buettner-Janusch (1924–1992), US-amerikanischer Anthropologe
- Josef Büttner (1927–1996), deutscher Jurist und Fachautor
- Joseph Büttner (1898–1978), deutscher Jurist und Politiker (Zentrum, CDU)
- Julius Büttner (Zoologe) (1873–??), deutscher Zoologe und Naturkundelehrer
- Julius Büttner (Journalist) (1887–1962), deutscher Journalist und Verleger

### K
- Karin Büttner-Janz (* 1952), deutsche Turnerin und Medizinerin
- Karl Büttner (Wilhelm Lüder Karl Büttner; 1867–1926), deutscher Pfarrer und Theologe
- Karl August Büttner (1792–1843), Jurist und sachsen-weimarischer Hofadvokat und Regierungsrat in Weimar
- Klaus Büttner (* 1949), deutscher Politiker (CDU)
- Klaus Büttner (Ruderer), deutscher Ruderer
- Konrad Büttner (Bildhauer), deutscher Bildhauer
- Konrad Büttner (Theologe) (auch Conrad Bütner; 1632–1688), deutscher Theologe und Generalsuperintendent
- Konrad Büttner (Politiker) (1830–1913), deutscher Unternehmer und Politiker
- Konrad Büttner (Meteorologe) (1903–1970), deutsch-amerikanischer Meteorologe und Hochschullehrer
- Kurt Büttner (Mediziner) (1881–1967), deutscher Mediziner und Molluskensammler
- Kurt Büttner (1926–1999), deutscher Historiker und Afrikanist

### L
- Ludwig Büttner (1909–1984), deutscher Germanist und Lehrer
- Ludwig Daniel Büttner (1712–1786), sachsen-weimarischer Jurist und Kammerherr

### M
- Malin Büttner (* 1975), deutsche Journalistin und Moderatorin
- Manfred Büttner (Geograph) (1923–2016), deutscher Geograph, Theologe und Musikwissenschaftler
- Manfred Büttner (Spezialeffektkünstler), deutscher Spezialeffektkünstler
- Margot Büttner (1900–1987), deutsche Naturschützerin
- Maria Büttner (Maria Büttner-Grahsner; 1901–1990), österreichische Pianistin und Komponistin
- Mario Büttner (* 1967), deutscher Ringer
- Martin Büttner (1567–1611), deutscher evangelischer Theologe
- Matthias Büttner (Politiker, 1983) (* 1983), deutscher Politiker (AfD), MdL Sachsen-Anhalt
- Matthias Büttner (Politiker, 1990) (* 1990), deutscher Politiker (AfD), MdB und MdL Sachsen-Anhalt
- Max Büttner (Sänger) (1859–1927), deutscher Sänger (Bariton)
- Max Büttner (Komponist) (1891–1959), deutscher Komponist und Harfenist
- Max Büttner (Offizier) (1904–1946), deutscher Gendarmerieoffizier
- Max Julius Büttner (1866–1940), deutscher Pfarrer und Autor
- Melanie Büttner (* 1972), deutsche Sexualmedizinerin und Podcasterin
- Michael Büttner (1599–1677), deutscher Jurist und Domherr

### N
- Nicole Büttner (* 1985), deutsche Unternehmerin und Politikerin (FDP)
- Nils Büttner (* 1967), deutscher Kunsthistoriker

### O
- Olaf Büttner (* 1956), deutscher Schriftsteller
- Oskar Büttner (Sportfunktionär) (1870–1945), deutscher Fußballfunktionär
- Oskar Büttner (Pfarrer) (1875–1956), deutscher Pfarrer und Publizist
- Oskar Büttner (Architekt) (1930–2017), deutscher Bauingenieur, Architekt und Hochschullehrer
- Oskar Alexander Richard Büttner (1858–1927), deutscher Afrikaforscher
- Otto Büttner (Mediziner) (Otto Alfred Büttner; 1868–1955), deutscher Gynäkologe und Hochschullehrer
- Otto Büttner (Radsportler) (1893–nach 1929), deutscher Radsportler
- Otto Büttner (Architekt) (1930–2004), deutscher Architekt, Hochschullehrer und Ministerialbeamter

### P
- Paul Büttner (1870–1943), deutscher Komponist und Chorleiter
- Peter Büttner (Eisschnellläufer) (Peter Büttner-Bruckner; * 1938), Schweizer Eisschnellläufer
- Peter Büttner (Fußballspieler) (* 1939), deutscher Fußballspieler
- Peter Büttner (Psychologe) (* 1946), deutscher Historiker und Psychologe
- Peter Büttner (Germanist) (Peter O. Büttner; * 1980), deutscher Germanist
- Philipp Büttner (* 1991), deutscher Schauspieler

### R
- Rainer Büttner (1945–2017), deutscher Schauspieler
- Reinhard Büttner (* 1960), deutscher Pathologe und Hochschullehrer
- Reinhart Büttner (* 1945), deutscher Maler und Kunsttheoretiker
- Ricardo Büttner (* 1976), deutscher Wirtschaftsinformatiker
- Richard Büttner (Philologe) (August Richard Büttner; 1853–1917), deutscher Lehrer und Klassischer Philologe
- Richard Büttner (Botaniker) (Oskar Alexander Richard Büttner; 1858–1927), deutscher Botaniker und Afrikaforscher,
- Rolf Büttner (* 1949), deutscher Gewerkschafter
- Rosalie Büttner (1846–1914), deutsche Pädagogin und Frauenrechtlerin
- Rudi Büttner (1929–2014), deutscher Liedtexter und Moderator
- Rudolf Büttner (1900–1972), deutscher nationalsozialistischer Funktionär
- Rudolf Büttner (Heimatforscher) (1909–1992), österreichischer Lehrer und Heimatforscher

### S
- Sebastian Büttner (* 1976), deutscher Drehbuchautor und Journalist
- Stefan Büttner (Philologe) (* 1967), deutscher Klassischer Philologe
- Stefan Büttner von Stülpnagel (* 1958), deutscher Philosoph und Unternehmer
- Steffen Büttner (* 1963), deutscher Fußballspieler
- Steffen Büttner (* 1969), deutscher Fußballspieler
- Sigismund Büttner (1691–1742), deutscher Augustinerpater, Philosoph und Theologe

### T
- Theo Büttner (1919–2003), deutscher Lehrer und Heimatforscher
- Theodor Büttner-Wobst (1854–1905), deutscher Klassischer Philologe und Gymnasiallehrer
- Theodora Büttner (* 1930), deutsche Afrikanistin und Hochschullehrerin
- Thiess Büttner (* 1966), deutscher Wirtschaftswissenschaftler und Hochschullehrer
- Thomas Büttner (* 1971), deutscher Landschaftsplaner
- Tilman Büttner (* 1964), deutscher Kameramann

### U
- Ursula Büttner (* 1946), deutsche Historikerin und Hochschullehrerin

### V
- Volker Büttner (* 1939), deutscher Fernsehregisseur, Tontechniker und Beleuchter

### W
- Waldemar Büttner (* 1951), deutscher Politiker (CDU), MdL Mecklenburg-Vorpommern
- Walter Büttner (Der Heidekasper; 1907–1990), deutscher Puppenspieler
- Walter Büttner (SS-Mitglied) (1908–1974), deutscher SS-Sturmbannführer
- Wenzel Büttner (1809–1883), österreichischer Verwaltungsjurist und Politiker
- Werner Büttner (* 1954), deutscher Künstler
- Wilfried Büttner (* 1955), deutscher Geograph, Lehrer und Didaktiker
- Wilhelm Büttner (Geistlicher, 1824) (1824–1896), deutscher evangelischer Geistlicher und Pädagoge
- Wilhelm Büttner (Geistlicher, 1885) (1885–1974), deutscher katholischer Geistlicher und Kirchenhistoriker
- Wilhelm Büttner (Soldat) (1887–nach 1920), hochdekorierter deutscher Scharfschütze im Ersten Weltkrieg
- Wilhelm Büttner (Mediziner) (1905–1989), deutsch-baltischer Gynäkologe, Hochschullehrer in Rostock, Chef in Waren
- Wilhelm Gotthold Büttner († 1848), deutscher Wundarzt und Gutsbesitzer
- Willfried Büttner (1942–2017), deutscher Lehrer, Heimatforscher und Museumsleiter
- Wolfgang Büttner (Theologe) (um 1522–1596), deutscher Pfarrer und Autor
- Wolfgang Büttner (Astronom) (1905–1998), deutscher Astronom
- Wolfgang Büttner (1912–1990), deutscher Schauspieler
- Wolfgang Büttner (Zahnmediziner) (1926–1981), deutscher Zahnmediziner und Hochschullehrer
- Wolfgang Büttner (Historiker) (1926–2005), deutscher Historiker und Politologe
- Wolfgang Büttner (General) (* 1931), deutscher Generalmajor (NVA)